# Aikou, Sichuan
Aikou (kinesiska: 隘口乡, 隘口) är en socken i Kina. Den ligger i provinsen Sichuan, i den sydvästra delen av landet, omkring 340 kilometer öster om provinshuvudstaden Chengdu. Antalet invånare är 9 418. Befolkningen består av 4 730 kvinnor och 4 688 män. Barn under 15 år utgör 25,0 %, vuxna 15-64 år 63 %, och äldre över 65 år 11,0 %.
Genomsnittlig årsnederbörd är 1 751 millimeter. Den regnigaste månaden är september, med i genomsnitt 350 mm nederbörd, och den torraste är december, med 13 mm nederbörd.